# El mundo de Elmo
El mundo de Elmo es un spin-off de Plaza Sésamo sobre la demostración de la televisión de los niños que ofrece a Elmo, monstruo rojo pequeño que habla en tercera persona y tiene alrededor de 2 1/2 a 3 años. En el programa también aparece el Sr. Noodle, un personaje humano que actúa como mimo, y el pez dorado doméstico de Elmo, Dorothy.
El segmento ocurre en una casa dibujada con crayón y animada por computadora imaginada por Elmo.

## Formato de segmento
El programa comienza cuando Elmo anuncia el "Tema" del día, va desarrollándolo mediante una serie de escenas y de entrevistas a modo de secciones dentro del programa que aparecen en un orden repetitivo.
El Mundo de Elmo, aunque no su propio espectáculo, tiene con precisión los mismos segmentos, cada día, apelando a la atracción de los niños a la ritualizacion y rutina:
- La canción de tema - En todas partes de las estaciones los cambios de background y Elmo canta la canción.
- En lo cual Elmo piensa - Elmo pide a la audiencia adivinar en lo que él piensa. Elmo entonces revela la respuesta abriendo una puerta que contiene el tema del día.
- Segmento introducción de video - Montaje del tema
- Pregunta a Sr. Noodle - El Sr. Noodle representa una explicación cómica al tema del día
- Preguntar a Álguien más - Escenas de niños que demuestran el tema del día. Finaliza con Elmo pidiéndole a un bebe que represente el tema del día.
- Elmo tiene correo (correo electrónico) ofrece uno de los amigos de Plaza Sésamo de Elmo en un clip pequeño sobre el tema.
- Elmo tiene una pregunta para los espectadores - una animación referente al tema.
- ¿Qué más? - Elmo hace una serie de preguntas lógicas basadas en el tema, que animan a la audiencia a que conteste, y en el nuevo série, Elmo hace un juego con animación en otro episodio.
- Amigo de Elmo - Elmo demuestra un vídeo de su amigo o Smartie que hace algo con el tema del día.
- El canal del tema - animaciones que ofrecen el tema del día.
- Charla al tema - Elmo abre la puerta y habla sobre el tema con un objeto relacionado al tema en el original versión y el otro monstruo versión.
- Imaginación de Dorothy - Dorothy el pez dorado imagina a Elmo en el contexto del tema del día, que implica generalmente a Elmo en traje o a Elmo transformado como animal.
- El vídeo casero de Elmo (continuado después de 2000 por la computadora de Elmo) - un "vídeo casero" hecho por Elmo alrededor del tema del día.
- La canción del tema - Al final del programa, Elmo canta la canción sobre el tema con la música de Jingle Bells y hace la bailé feliz.

## Episodios
1998-1999: Temporada 1
- Pelotas (1998)
- Zapatos (1998)
- Sombreros (1998)
- Bailando (1998)
- Chaquetas/Chammaras (1999)
- La Comida (1999)
- Libros (1999)
- Música (1999)
- Agua (1999)
- Transporte (1999)

2000: Temporada 2
- Cantando
- Perros
- Ejercicio
- Bebes
- Bananas
- Dibujando
- Flores (Plantas y Árboles)
- Teléfonos
- Granja
- Cabello

2001: Temporada 3
- Computadoras
- Insectos
- Mascotas
- Dientes
- Manos
- Cumpleaños
- Aves
- Juegos
- Bicicletas
- Familias
- El Salvaje Oeste

2002: Temporada 4
- Pez
- El Cielo
- Dormir
- Clima
- Vestirse

2002-2004: Temporada 5
- Bomberos (2002)
- Correo (2003)
- Orejas (2003)
- Animales Salvajes (2003)
- Abrir y Cerrar (2003)
- Pies (2004)

Especial de Temporada 5:
- Felices Fiestas

Segmentos de Sesame Street
- Temporada 35
- Temporada 36
- Temporada 37
- Temporada 38
- Temporada 39
- Temporada 40
- Temporada 47
- Temporada 48
- Temporada 49
- Temporada 50
- Temporada 51
- Temporada 53